# Georg Drougge
Georg Gustav Adolf Drougge, född 6 november 1916 i Göteborg, död 31 juli 1999 i Stockholm, var en svensk fysiker och ämbetsman.
Drougge blev filosofie magister i teoretisk fysik vid Lunds universitet 1940. 1946 avlade han en filosofie licentiat-examen i mekanik. Drougge började vid Flygtekniska försöksanstalten 1944/1945 och var verksam där hela sitt yrkesliv. Från 1971 fram till pensioneringen 1982 var Drougge ställföreträdande generaldirektör. Hans forskning inom aerodynamik har bidragit till utvecklingen av J35 Draken, Viggen och JAS.
Hans arbete A method for the continuous variation of the Mach number in a supersonic tunnel belönades 1955 med Polhemspriset.
Drougge blev 1976 ledamot av Ingenjörsvetenskapsakademien och promoverades till teknologie hedersdoktor vid Kungliga Tekniska högskolan 1983.
Georg Drougge var gift med författaren Lise Drougge och hade tre barn. Han är gravsatt i Högalids kolumbarium i Stockholm.